# Inteligencia

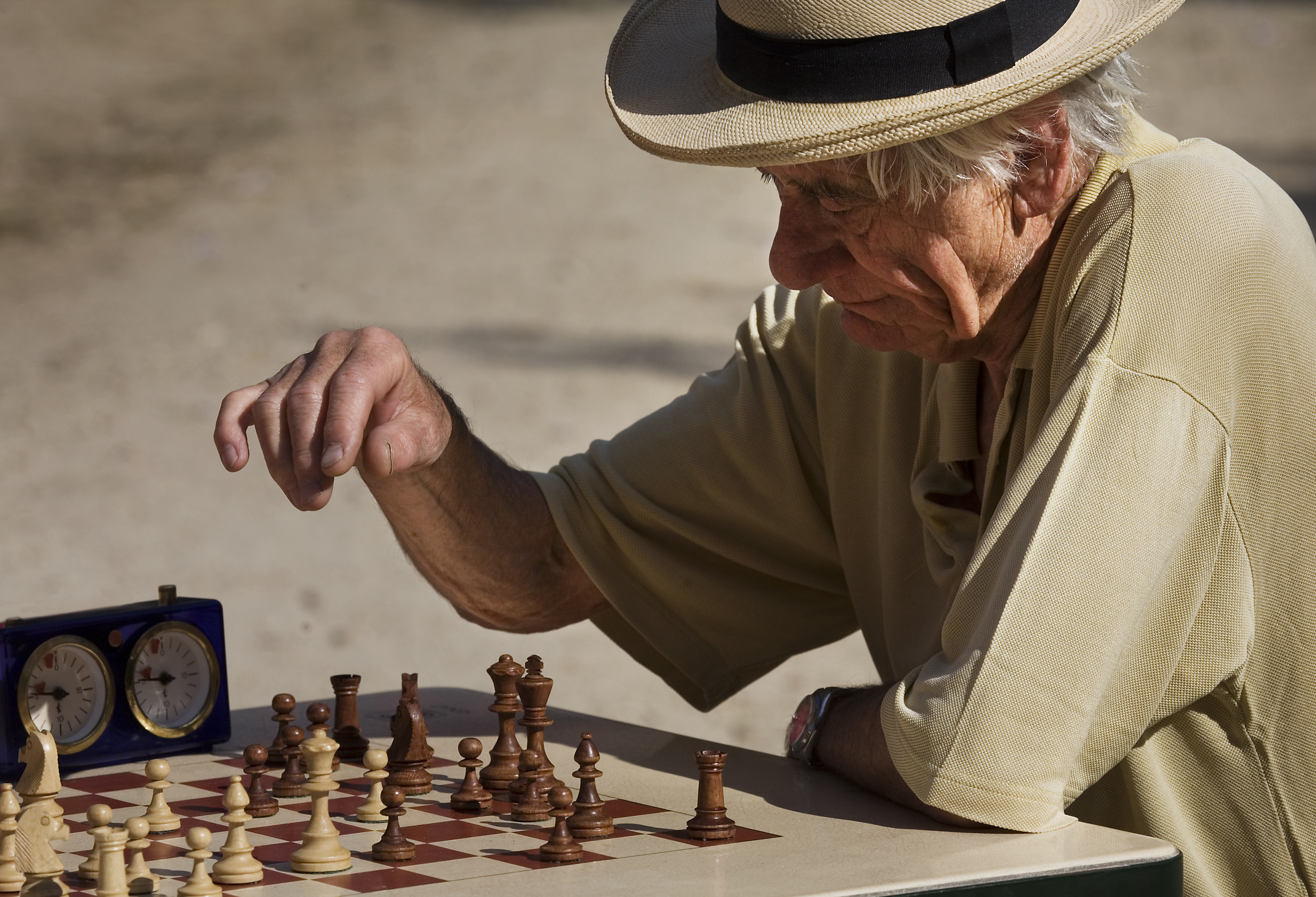
El intelecto a menudo se refiere al lado racional y lógico de la mente humana.

La inteligencia se ha definido de muchas maneras, incluyendo: la capacidad de lógica, comprensión, autoconciencia, aprendizaje, conocimiento emocional, razonamiento, planificación, creatividad, pensamiento crítico y resolución de problemas. En términos más generales, se puede describir como la capacidad de percibir o inferir información, y retenerla como conocimiento para aplicarlo a comportamientos adaptativos dentro de un entorno o contexto.
La inteligencia se estudia con mayor frecuencia en humanos y evoluciona y cambia con la edad. Los niños, jóvenes y adultos tienen su propia escala de inteligencia, en cuanto a los mayores, se habla de deterioro de sus escalas cognitivas. 
La escala típica para medir la inteligencia es la prueba de Weschler: WAIS para adultos; WISC para jóvenes y WPPSI para preescolares. 
Algunas pruebas del WAIS para adultos son las pruebas de cubos que miden la capacidad manipulativa e inteligencia general, la prueba de semejanzas que miden la capacidad de abstracción desde un nivel concreto a uno más abstracto, prueba de vocabulario, etc. 
Por lo tanto, los índices del WAIS comprenden la comprensión verbal, el razonamiento perceptual, la memoria de trabajo y la velocidad de procesamiento.

## Etimología
La palabra ‘inteligencia’ proviene del latín intelligentia o intellēctus, que a su vez provienen del verbo intellegere —término compuesto de inter («entre») y legere («leer, escoger»)— que significa comprender o percibir. 
En la Edad Media, la palabra intellectus  se convirtió en el término técnico académico para la comprensión y una traducción para el término filosófico griego nous. Este término, sin embargo, estaba fuertemente relacionado con las teorías metafísicas y cosmológicas de teleología escolástica, incluidas las teorías de la inmortalidad del alma y el concepto de intelecto activo. Todo este enfoque para el estudio de la naturaleza fue fuertemente rechazado por los filósofos de la Edad Moderna Temprana como Francis Bacon, Thomas Hobbes, John Locke y David Hume, los cuales prefirieron la palabra «comprensión» (en lugar de intellectus o "inteligencia"). Hobbes, por ejemplo, en su obra, De Corpore, usó intellectus intelligit, traducido en la versión inglesa como «the understanding understandeth» («el entendimiento comprende»), como un ejemplo típico de una lógica absurda.

## Definiciones de la inteligencia
No hay una definición unitaria y aceptada de la inteligencia. Además, definir qué es la inteligencia ha sido siempre objeto de polémica. Algunos grupos de psicólogos han sugerido las siguientes definiciones:
En «Mainstream Science on Intelligence» (1994), una opinión op-ed en el Wall Street Journal firmada por cincuenta y dos investigadores (de un total de 131 invitados a firmar), dice:

A very general mental capability that, among other things, involves the ability to reason, plan, solve problems, think abstractly, comprehend complex ideas, learn quickly and learn from experience. It is not merely book learning, a narrow academic skill, or test-taking smarts. Rather, it reflects a broader and deeper capability for comprehending our surroundings—"catching on," "making sense" of things, or "figuring out" what to do.
Una capacidad mental muy general que, entre otras cosas, implica la capacidad de razonar, planificar, resolver problemas, pensar de manera abstracta, comprender ideas complejas, aprender rápidamente y aprender de la experiencia. No es simplemente el aprendizaje de libros, una habilidad académica limitada o la inteligencia para tomar exámenes. Más bien, refleja una capacidad más amplia y profunda para comprender nuestro entorno: «comprender», «dar sentido» a las cosas o «descubrir» qué hacer.

De Intelligence: Knowns and Unknowns (1995), un informe publicado por el Board of Scientific Affairs (Junta de Asuntos Científicos) de la Asociación Estadounidense de Psicología, señala:

Individuals differ from one another in their ability to understand complex ideas, to adapt effectively to the environment, to learn from experience, to engage in various forms of reasoning, to overcome obstacles by taking thought. Although these individual differences can be substantial, they are never entirely consistent: a given person's intellectual performance will vary on different occasions, in different domains, as judged by different criteria. Concepts of "intelligence" are attempts to clarify and organize this complex set of phenomena. Although considerable clarity has been achieved in some areas, no such conceptualization has yet answered all the important questions, and none commands universal assent. Indeed, when two dozen prominent theorists were recently asked to define intelligence, they gave two dozen, somewhat different, definitions.
Las personas difieren entre sí en su capacidad para comprender ideas complejas, para adaptarse eficazmente al entorno, para aprender de la experiencia, para participar en diversas formas de razonamiento, para superar obstáculos al pensar. Aunque estas diferencias individuales pueden ser sustanciales, nunca son completamente consistentes: el rendimiento intelectual de una persona determinada variará en diferentes ocasiones, en diferentes dominios, según lo juzguen diferentes criterios. Los conceptos de «inteligencia» son intentos de aclarar y organizar este complejo conjunto de fenómenos. Aunque se ha logrado una claridad considerable en algunas áreas, ninguna conceptualización ha respondido todas las preguntas importantes, y ninguna exige el asentimiento universal. De hecho, cuando recientemente se les pidió a dos docenas de prominentes teóricos que definieran la inteligencia, dieron dos docenas de definiciones, algo diferentes.

Además de esas definiciones, los investigadores de la psicología y el aprendizaje también han sugerido definiciones de inteligencia como:
| Ch. Spearman            | Capacidad unitaria para resolver problemas y crear nuevos contenidos |
| H. J. Eysenck           | Vinculó la inteligencia biológica con el procesamiento neuronal eficiente |
| L. G. Humphreys         | Conjunto de habilidades para adaptarse al entorno |
| H. Gardner              | Capacidad de resolución de problemas y la elaboración de productos que sean valorados |
| L. S. Gottfredson       | Capacidad mental general que incluye la habilidad de razonar, planificar, resolver problemas, pensar en abstracto , comprender ideas complejas , aprender rápido y aprender de la experiencia, que es más que una destreza académica o del aprendizaje por medio de libros |
| Alfred Binet            | El juicio, también llamado "sentido común", "sentido práctico", "iniciativa", la facultad de adaptarse a las circunstancias ... autocrítica. |
| David Wechsler          | La capacidad agregada o global del individuo de actuar con propósito, de pensar racionalmente y de manejar eficazmente su entorno. |
| Cyril Burt              | Capacidad cognitiva innata |
| Linda Gottfredson       | La capacidad de lidiar con la complejidad cognitiva |
| Sternberg y Salter      | Comportamiento adaptativo dirigido a metas |
| Reuven Feuerstein       | La teoría de la modificación cognitiva estructural describe la inteligencia como "la propensión única de los seres humanos a cambiar o modificar la estructura de su funcionamiento cognitivo para adaptarse a los cambios de una situación a lo largo de la vida          |
| Legg y Hutter           | "La inteligencia mide la capacidad de un agente para alcanzar los objetivos en una amplia gama de entornos", que ha sido matemáticamente formalizado" |
| Alexander Wissner-Gross | F=T ∇ Sτ |

## Tipos de inteligencia
Globalmente, podemos entender la inteligencia como una capacidad mental (como la creatividad por ejemplo) que puede ser entendida de manera diferente, aun estando las diversas concepciones conectadas entre ellas.
Por un lado, la inteligencia Natural o inteligencia A es una disposición biológica e innata del individuo que constituiría el núcleo básico de la inteligencia.
Por otro lado, la inteligencia Social o inteligencia B, cotidiana, observable a partir del comportamiento.
Finalmente, la tercera concepción haría referencia a una inteligencia Psicométrica o inteligencia C, investigada a partir de su evaluación con test psicológicos. A esta medida se le llama CI, se trata de un estimador parcial de la capacidad.
Por lo tanto, podemos visualizar la inteligencia Natural (A) y la Psicométrica (C) como componentes de la inteligencia Práctica o B, siendo l’A la base disposicional y siendo la C la operativización en términos de rendimiento.

### Capacidades, aptitudes y habilidades
Dada la generalidad del concepto inteligencia es conveniente familiarizarse con términos como capacidad, aptitud, habilidad, destreza.
La capacidad es un concepto genérico que designa la potencialidad para realizar una conducta en términos de eficacia y nivel de ejecución. La capacidad y aptitud son conceptos similares, disposiciones en alguna medida innatas, las cuales ejecutan un comportamiento adaptativo. La aptitud tiene un significado más específico.
Habilidad y destreza son conocimientos prácticos y técnicos adquiridos mediante el aprendizaje, el entrenamiento y la práctica. Cuando estos se han centrado en materias o tareas muy específicas, se dice que han desarrollado una competencia específica, o que una persona es competente en un área determinada. Es evaluada en términos de rendimiento o ejecución.
El rendimiento es una determinada tarea que se verá mediatizada tanto por la disposición innata (capacidad) como por los grados de destreza en la materia. El rendimiento y la ejecución son el nivel de obtención de resultados (aciertos) en una tarea.

## Ámbito psicológico

### Definiciones
Las definiciones psicológicas han sido elaboradas bajo diversas perspectivas, tales como la psicología experimental, psicología diferencial y la psicología genética.

#### Definición diferencial de la Asociación Estadounidense de Psicología
La Asociación Estadounidense de Psicología, una organización científica y profesional de psicólogos de Estados Unidos, lo expuso así:

Los individuos difieren los unos de los otros en habilidad de comprender ideas complejas, de adaptarse eficazmente al entorno, así como el de aprender de la experiencia, en encontrar varias formas de razonar, de superar obstáculos mediante la reflexión. A pesar de que estas diferencias individuales puedan ser sustanciales, éstas nunca son completamente consistentes: las características intelectuales de una persona variarán en diferentes ocasiones, en diferentes dominios, y juzgarán con diferentes criterios. El concepto de "inteligencia" es una tentativa de aclarar y organizar este conjunto complejo de fenómenos.

#### Definición general delMainstream Science on Intelligence
Definición que fue suscrita por cincuenta y dos investigadores en 1994:

Una capacidad mental muy general que, entre otras cosas, implica la habilidad de razonar, planear, resolver problemas, pensar de manera abstracta, comprender ideas complejas, aprender rápidamente y aprender de la experiencia. No es un mero aprendizaje de los libros, ni una habilidad estrictamente académica, ni un talento para superar pruebas. Más bien, el concepto se refiere a la capacidad de comprender el propio entorno.

### Diversos modelos sobre la estructura de la inteligencia
En psicología diferencial se han formulado varios modelos teóricos para conceptualizar y operativizar la inteligencia, es necesario diferenciar los modelos factoriales de los no factoriales.

#### Modelos factoriales

##### Spearman y el factor G
Charles Spearman realizaba diversos estudios, en uno de ellos en particular se dio cuenta de que parte de la varianza explicada venía dada por la especificidad de cada prueba que realizaba, mientras que otra parte de la varianza venía explicada como un factor común en todas las pruebas. Para poder comprobarlo Spearman inventó el análisis factorial para explicar esta “teoría bifactorial de la inteligencia”, en ella afirmaba que cualquier medida de inteligencia se podía dividir en dos componentes, uno común denominado “G” y otro específico “S”. Al tener esta varianza compartida cada prueba no media un atributo del todo independiente, ya que el factor “S” dependía del factor “G”. Por lo tanto, la medida del factor G es más importante. Actualmente hay evidencias empíricas que constatan la existencia del factor “G”.

##### Las capacidades mentales primarias de Thurstone
Louis Leon Thurstone en 1938 propuso un modelo alternativo multifactorial de las capacidades cognitivas llamado PMA (Positive Mental Attitude). También usó el análisis factorial como metodología, pero siguiendo un procedimiento diferente, proporcionando así una estructura diferente de la inteligencia. Según este modelo, la inteligencia se medía por las puntuaciones obtenidas en pruebas de cada aptitud específica. Thurstone defendía que su propuesta era realista y útil. De esta manera se medían las aptitudes por separado y se podía comparar las puntuaciones de cada persona en una prueba específica sin tener relaciones posibles con otras pruebas. En el modelo de aptitudes mentales primarias definía 13 factores de los que se han podido identificar 7: factor espacial (E), factor numérico (N), velocidad perceptiva (P), fluidez verbal (V), memoria (M), inducción (R) y comprensión verbal (V).

##### Modelos jerárquicos de la inteligencia
Las aportaciones de la escuela de Londres se resumen en la introducción del análisis factorial como metodología de análisis y extracción de factores, la definición de un modelo jerárquico de la inteligencia, y el hallazgo del factor "G". A partir de este modelo básico varios autores han propuesto diferentes estructuras en función de los factores aislados con análisis factorial.
Cyril Burt (1949) ha propuesto un modelo jerárquico con diferentes niveles inferiores al factor "G" que ha ido extrayendo a partir de ir descomponiendo las correlaciones residuales al factor general. Con este procedimiento definió una estructura de 18 factores organizados en diferentes niveles. En el primer nivel estarían los factores asociados a las sensaciones, en el segundo nivel estarían los procesos perceptivos complejos. En el tercer nivel se encontraban los procesos asociativos y en el cuarto los procesos relacionales. Y en la cima se encontraba el factor "G" con el nivel máximo de abstracción e integración.
Raymond B. Cattell ha formulado un modelo estructural de la inteligencia que conseguía incluir los modelos de Thurstone y Spearman y que actualmente continúa vigente siendo uno de los más sólidos. Mediante análisis factorial ha diferenciado tres agrupamientos de factores. En el primer nivel las aptitudes primarias de Thurstone, en el tercer nivel el factor "G" de Spearman y entre estos dos se situaría un factor de segundo orden que ha definido como inteligencia fluida (GF) e inteligencia cristalizada (GC) que se correlacionan entre ellas. La GF correspondería a aquel componente de la inteligencia de base genética y neurofisiológica que reflejaría los procesos mentales superiores, en especial el razonamiento inductivo. Y la GC corresponde a aquella parte ejercitada en la interacción con el medio sociocultural.
John B. Carroll (1993) ha hecho un trabajo exhaustivo para integrar todas las investigaciones sobre inteligencia. Este análisis ha acabado en el "modelo de los estratos" de Carroll. El trabajo de Carroll se enmarca dentro del auge de la psicología cognitiva, y representa una reorientación del estudio de la inteligencia, acentuando el proceso por delante de los resultados. Así a diferencia de los modelos anteriores, la medida de la inteligencia se realizó mediante tareas específicamente cognitivas, en lugar de usar pruebas psicométricas. Para muchos estudiantes de la psicología de la inteligencia este sería el mejor modelo actual sobre la inteligencia humana.

#### Modelos múltiples no factoriales
A finales del siglo XX surgen varias teorías psicológicas que cobran gran celebridad: la Teoría de las inteligencias múltiples, la Teoría triárquica de la inteligencia y la que trata de la Inteligencia emocional.

##### Inteligencias múltiples
Howard Gardner, psicólogo estadounidense de la Universidad de Harvard, escribió en 1983 “Las estructuras de la mente”, un trabajo en el que consideraba el concepto de inteligencia como un potencial que cada ser humano posee en mayor o menor grado, planteando que ésta no podía ser medida por instrumentos normalizados en test de cociente de inteligencia (CI). y ofreció criterios, no para medirla, sino para observarla y desarrollarla.
Según Howard Gardner, creador de la teoría de las inteligencias múltiples, la inteligencia es la capacidad para resolver problemas o elaborar productos que puedan ser valorados en una determinada cultura. Propuso varios tipos de inteligencia, igualmente importantes:
- Inteligencia lingüística: capacidad de usar las palabras de manera adecuada. Caracteriza a escritores y poetas. Implica la utilización de ambos hemisferios cerebrales.

- Inteligencia lógica-matemática: capacidad que permite resolver problemas de lógica y matemática. Es fundamental en científicos y filósofos. Al utilizar este tipo de inteligencia se hace uso del hemisferio lógico. Era la predominante en la antigua concepción unitaria de "inteligencia".

- Inteligencia musical: capacidad relacionada con la comprensión, creación, organización, reproducción, improvisación y abstracción de estímulos auditivos complejos, es decir música, incluyendo ritmos y polirritmia, tonalidades, patrones musicales, melodías, polifonías, etc. Es la aptitud propia de los músicos y bailarines.

- Inteligencia espacial: la capacidad de distinguir aspectos como: color, línea, forma, figura, espacio, y sus relaciones en tres dimensiones. Esta inteligencia se relaciona con campos tan diversos como el diseño, la arquitectura, la geografía, la ingeniería, la escultura, la cirugía o la marina.

- Inteligencia corporal-cinestésica: capacidad de controlar y coordinar los movimientos del cuerpo y expresar sentimientos con él. Es el talento de los actores, mimos, o bailarines. Implica a deportistas o cirujanos.

- Inteligencia intrapersonal o emocional: está relacionada con las emociones, y permite entenderse a sí mismo. Relacionada con las ciencias psicológicas.

- Inteligencia interpersonal o social: capacidad para entender a las demás personas con empatía; está relacionada con las emociones. Es típica de los buenos vendedores, políticos, profesores o terapeutas.

Posteriormente añadió:
- Inteligencia naturalista: la utilizamos al observar y estudiar la naturaleza para organizar y clasificar. Los biólogos y naturalistas son quienes más la desarrollan.

##### Teoría triárquica de la inteligencia
Robert J. Sternberg, psicólogo estadounidense y profesor de la Universidad de Yale, en su Teoría triárquica de la inteligencia de 1985, estableció tres categorías para describir la inteligencia:
- Inteligencia componencial-analítica: la capacidad para planificar, ejecutar y el logro del conocimiento.
- Inteligencia experiencial-creativa: habilidad fundada en la experiencia para tratamiento de la novedad y la automatización de procesos.
- Inteligencia contextual-práctica: relacionada con la conducta adaptativa al mundo real.

##### Inteligencia emocional
Daniel Goleman, psicólogo estadounidense, publicó en 1995 el libro Emotional Intelligence («Inteligencia emocional»), el cual adquirió fama mundial; si bien fueron Peter Salovey y John D. Mayer los que acuñaron la citada expresión «inteligencia emocional», en 1990. Anteriormente, el psicólogo Edward Thorndike, había manejado un concepto similar en 1920, la «inteligencia social».
Para Goleman la inteligencia emocional es la capacidad para reconocer sentimientos propios y ajenos, y la habilidad para manejarlos. Considera que la inteligencia emocional puede organizarse en cinco capacidades: conocer las emociones y sentimientos propios, reconocerlos, manejarlos, crear la propia motivación, y manejar las relaciones. Goleman enseña que tener inteligencia emocional es la capacidad que el ser humano tiene para decir las cosas en el momento correcto, de la manera correcta, con la intensidad correcta y en el lugar correcto a las personas correctas.

## Intentos de medir la inteligencia
La psicometría es la disciplina que se encarga de las mediciones psicológicas. Los primeros trabajos de psicometría surgieron para evaluar la inteligencia mediante diversos test cuya aplicación permitía estimar el cociente intelectual de los individuos, una medida que se suponía aproximada al concepto de la inteligencia. Los criterios de cientificidad más extendidos en psicometría para la aceptación de los tests de inteligencia son la fiabilidad y la validez, medidas obtenidas generalmente a través de técnicas estadísticas basadas en la correlación, como el análisis factorial o la regresión lineal.
Algunos de estos test ofrecen una única medida, un "factor general de inteligencia", (o Factor G en términos de la Teoría bifactorial de Charles Spearman) que se determina comparando el rendimiento del sujeto con el obtenido por su grupo de referencia, en condiciones similares. Otros tests, sin embargo, están diseñados bajo un marco teórico diferente, y en consecuencia permiten la estimación de varias medidas independientes correspondientes a los distintos tipos de inteligencia.

### Cociente intelectual
El cociente intelectual o cociente de inteligencia —abreviado CI; IQ en inglés— es la relación entre la inteligencia de un individuo medida con un test de inteligencia y la inteligencia media cronológica, es decir, la esperable por su edad.
Con la finalidad de hallar un método de correlacionar la edad mental con la edad cronológica William Stern (1912) formuló el cociente intelectual. Esta nueva medida de la inteligencia consistía en la división entre la edad mental y la edad cronológica multiplicada por 100. El valor 100 obtenido cuando ambas coinciden representa el nivel normal de inteligencia.
Los primeros test de inteligencia los realizaron Alfred Binet y Théodore Simon en 1905, y tres años después aparecieron las primeras escalas de inteligencia destinadas a evaluar a niños de entre tres y doce años. Fue en el informe de 1908 donde introdujeron formalmente el concepto de "edad mental", enumerando específicamente los tres a ocho ítems que podían pasar la mayoría de los niños de cada nivel de edad.  En los años 30 David Wechsler lo adaptó a otros grupos de edad.

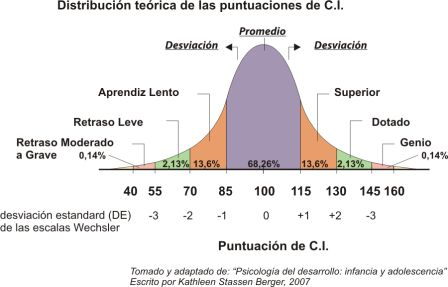

### Controversias
Los test para evaluar el cociente intelectual fueron empleados, inicialmente, para predecir el rendimiento escolar. Los creadores no creyeron que estuvieran midiendo una inteligencia estática y, a pesar de ello, los críticos argumentan que los test de inteligencia han sido empleados para justificar teorías genéticas en las que la inteligencia sería una cualidad única y fija.
Las investigaciones acerca de la inteligencia humana crean gran preocupación en el público y generan más críticas que los estudios científicos de otras áreas. Así, hay numerosos estudios que han puesto en tela de juicio la relevancia de los test psicométricos. Hay controversias sobre los factores genéticos en la inteligencia, particularmente en cuestiones sobre si estas diferencias se relacionan con la raza y el sexo, o cómo interpretar el incremento en las puntuaciones de los test, conocido como el efecto Flynn.
Actualmente, la mayoría de los investigadores rechazan esta forma de clasificar la inteligencia, principalmente por su parcialidad. Argumentan que esta visión sólo mide una parte de lo que comúnmente se entiende por inteligencia. Además, la fiabilidad es baja, porque hay circunstancias que influyen en el resultado, como el estado de ánimo, la salud, o el conocimiento previo de pruebas similares. Uno de los críticos más activos y acreditados en contra del CI y de su uso ha sido el paleontólogo Stephen Jay Gould, quien argumentaba que la inteligencia no es fácilmente mensurable, rebatía los puntos de vista hereditarios, rechazaba el análisis factorial como criterio científicamente válido en la investigación psicométrica, exponía el fuerte fundamento político que subyace a gran parte de la investigación histórica sobre la inteligencia y terminaba denunciando los abusos de un sector de la Psicología, que abandonando la objetividad científica ha invocado criterios pretendidamente científicos para justificar prejuicios meramente sociales y políticos.

## La inteligencia dentro de la evolución biológica
En el marco de la Teoría de la evolución, para que cualquier rasgo o característica se mantenga y se desarrolle ha de otorgar alguna ventaja a los individuos que la presentan.
En el caso de la inteligencia referida al ser humano, hay varias teorías que pretenden explicar el proceso. Así, algunos autores, como el paleontólogo español Juan Luis Arsuaga lo atribuyen a los cambios impuestos por el bipedismo, y por un cambio en la dieta, cuya proporción de vegetales fue disminuyendo, y eso supuso cambios en la conducta.
Los investigadores Aiello y Dunbar encontraron una relación directa entre el tamaño del neocórtex y la cantidad de miembros que forman los grupos sociales. Ellos lo sostienen como un indicio de que el desarrollo y evolución de la inteligencia son impulsados principalmente por la necesidad de mantener complejas relaciones sociales, como la cooperación, la competencia, la alianza, el engaño, etc.
La naturaleza no desarrolla formas de vida inteligentes por premeditación; los seres más simples reaccionan ante el medio mediante programación genética, miedos y afinidades instintivas. Un pequeño cambio en estos instintos implica muchas generaciones. La selección natural ha favorecido la rapidez en la adaptación al medio. Esta criba de seres vivos ha seleccionado aquellos que disponen de un sistema nervioso central como los seres superiores dentro de la escala trófica de alimentación. Dentro de esta escala, la selección ha dejado en la cumbre a aquellos que disponen de un sistema nervioso central con cerebro e identidad de individuos. Esta disposición del sistema nervioso les hace capaces de administrar en mayor o menor medida sus comportamientos, aprendiendo y reaccionando en consecuencia, esto es, con inteligencia, un resultado consecuente del ahorro energético que supone memorizar y recordar para luego aplicar resultados.
La inteligencia no es una cualidad únicamente humana (solipsismo humano), en mayor o menor medida todos los seres vivos la tienen, basada en las hormonas, visceralidad, el sistema nervioso periférico o el central, incluso con zonas específicas del sistema nervioso central para procesos concretos. Muchos animales tienen signos claros de inteligencia instintiva, e incluso pueden lograr algunas etapas racionales primarias bajo entrenamiento.

### Grados
Las distintas cualidades psíquicas y sus distintos grados de desarrollo pueden considerarse como las distintas formas de inteligencia, utilizadas para un uso práctico, lúdico o perverso, pero en todos los casos, inteligencia.
La naturaleza nos muestra que la inteligencia es una cuestión de grado; podemos encontrar rasgos inteligentes en aquellas situaciones en el que el ecosistema alberga sistemas biológicos capaces de ahorrar energía frente a otras alternativas más costosas. El hecho de encontrar el camino más corto entre dos puntos, es una muestra de que se está aplicando algún tipo de lógica, cuyo procesamiento da evidencias de un grado de inteligencia.
La inteligencia depende de las variaciones del sistema, que se sujeta a la teoría general de sistemas, estableciendo una lógica y, a su vez, la lógica depende de un diferencial. En la naturaleza encontramos constantes indicios de diferenciales. Las unidades biológicas reactivas ante la variación de los diferenciales del medio, se podrían catalogar como unidades de funcionamiento condicionado o lógico. En otras palabras, ante una variación concreta de un valor del medio, esa unidad biológica actuará siempre de la misma manera. Se puede decir, que la unidad de la inteligencia es la lógica, que a su vez se basa en la termodinámica del medio, o sea algo totalmente natural.

### Inteligencia primaria
Se han realizado en Japón experimentos con Physarum Polycephalum. Estos plasmodiales son organismos unicelulares con múltiples núcleos que son capaces de encontrar el camino más corto en un laberinto. Es el mejor ejemplo de procesamiento de información sin poseer un sistema nervioso.

### Inteligencia humana
Existe una discusión sobre si la inteligencia humana contiene algún aspecto que la diferencie de forma cualitativa de las demás especies o incluso de la inteligencia artificial.
Sólo a partir de Darwin se ha comprendido que no somos la especie elegida, sino una especie única entre otras muchas especies únicas, aunque maravillosamente inteligente.
Ciertamente el concepto de inteligencia humana puede variar mucho dependiendo de la perspectiva del ser y su punto de vista, es por esto que grandes pensadores escogen su propio concepto idóneo de la palabra intentando generalizar lo más ampliamente posible.

## Desarrollo de la inteligencia
La pedagogía es la ciencia que estudia la educación humana y elabora técnicas que faciliten el aprendizaje; los pedagogos muestran gran interés en los diferentes aspectos relacionados con la inteligencia y sus factores condicionantes, tanto psicológicos y biológicos como socioculturales. Algunos de estos condicionantes son:
- Factores hereditarios: el carácter hereditario no significa una relación lineal ni que se encuentre predeterminado. La combinación de genes ofrece multitud de posibilidades. Estudios realizados con gemelos idénticos (monocigóticos) y mellizos (dicigóticos) ayudan a establecer estas diferencias.[35] Es un factor más, no determinante.

- Otros factores biológicos: la migración de mayor densidad de neuronas especializadas en almacenar conocimiento, desde el tronco encefálico hacia la corteza cerebral, crea conexiones sinápticas más entrelazadas en los primeros meses de vida.

- Factores ambientales: el entorno del individuo es crucial para el desarrollo de la inteligencia; situaciones muy opresivas pueden limitarla al generar inestabilidad emocional.[36] El medio sociocultural es muy importante en el desarrollo intelectual de un individuo. Un sujeto que se desarrolle en un ambiente con adecuados estímulos cognitivos puede desarrollar mayores aptitudes intelectuales frente a un sujeto que se críe en un ambiente con pobreza de estímulos (Véase: Kaspar Hauser).
  - Educación: una educación esmerada puede proporcionar valiosas herramientas para desenvolverse.
  - Motivación: un individuo puede desarrollar mejor su inteligencia si es motivado por su familia o personas de su entorno a mejorar su percepción cognitiva.
  - Hábitos saludables: una dieta sana genera mejores condiciones para desarrollarse. Dormir adecuadamente facilita el desarrollo de los procesos cerebrales. El alcohol y otras drogas pueden llegar a incapacitar al individuo.

### Principio de lateralidad
El neurofisiólogo Roger Sperry en sus trabajos demostró que nuestros dos hemisferios cerebrales se nutren de las mismas informaciones básicas, pero que las procesan de forma distinta. Cada uno de nosotros tiene un hemisferio dominante (predisposición genética). El hemisferio cerebral izquierdo domina aspectos como el lenguaje, la solución de problemas lógicos y el pensamiento analítico; mientras que en el hemisferio derecho destacan la comprensión espacial, musical o el dibujo.
La creatividad
En el proceso creativo, los hemisferios cerebrales se encuentran en actividad al mismo tiempo, funcionando de forma coherente e integrada en el acto creador. Aunque cada hemisferio es dominante en ciertas actividades, los dos están básicamente capacitados en todas las áreas, y las habilidades mentales se hallan distribuidas por toda la corteza cerebral.
La enseñanza
Sefchovich y Waisburd estiman que los programas de las escuelas y en general la educación, se han apoyado principalmente en las habilidades del hemisferio cerebral izquierdo, mientras que el otro hemisferio se ha desarrollado por sí solo, lo que ha ocasionado que se hayan quedado fuera habilidades y funcionamientos que son indispensables para el desarrollo creativo.

### El efecto Flynn
El efecto Flynn o el incremento secular de la inteligencia explica el aumento del CI de una generación a otra en la población de un país. En este aumento influyen factores como el grado de desarrollo del país, las características del test que se usa y las características de la muestra evaluada.
Se da el caso que en países que han empezado hace relativamente poco su modernización el incremento del cociente intelectual entre generaciones es mayor, mientras que en países que empezaron su desarrollo en el siglo XIX el incremento es mucho menor.
A partir de los resultados obtenidos se pueden extrapolar las siguientes conclusiones, explicadas a modo de hipótesis:
- Hipótesis de Flynn: no aumenta la inteligencia pero si la capacidad de resolver problemas abstractos.
- Hipótesis educativa: el aumento del cociente intelectual se debe a la universalidad de la educación.
- Hipótesis de Brand: la complejidad de la vida social de los individuos hace aumentar su cociente intelectual.
- Hipótesis nutricional: la mejora de la nutrición y los cuidados parentales son la causa del aumento del cociente intelectual.[21]